# Банк ъф Чайна Тауър
Банк ъф Чайна Тауър (на традиционен китайски 中銀大廈 и на английски: Bank of China Tower) е небостъргач в Хонконг, в който се помещава централа на „Банк ъф Чайна (Хонконг)“ [Bank of China (Hong Kong)].
Проектирана е от архитекта И. M. Пей. Нейната височина е 315 метра (369 м. с антените), има 70 етажа. Строителството завършва през 1989 година.
Тя е първата сграда извън САЩ, надминала 1000 фута (305 м) и е най-високата в Хонконг до завършването на Сентрал Плаза през 1992 г.